# Enghien (Adelsgeschlecht)

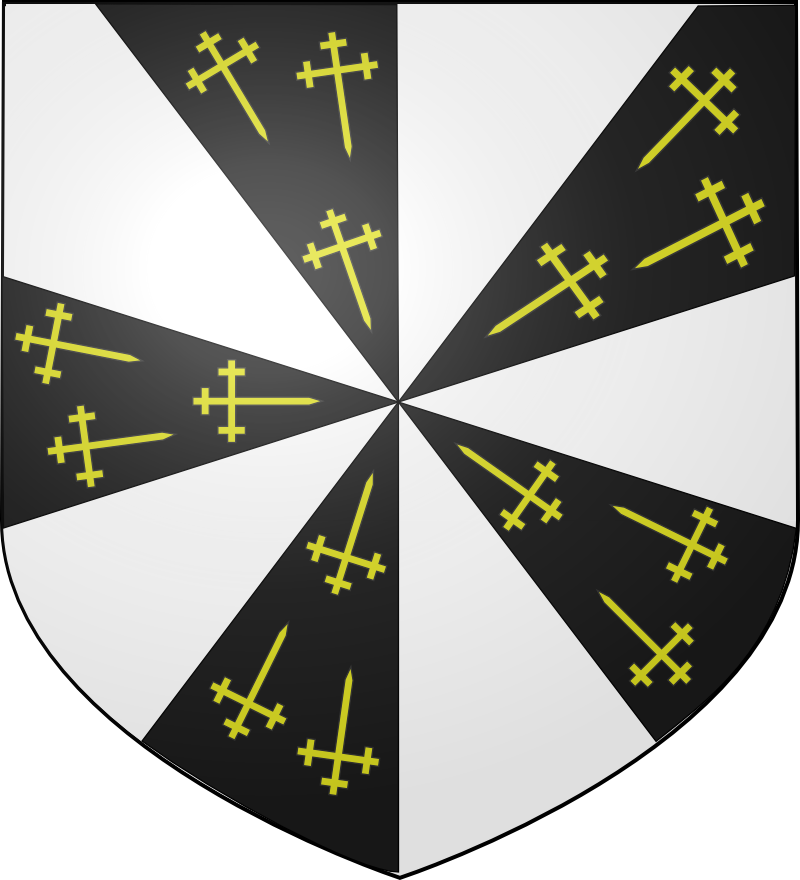
Wappen der Enghien

Das Haus Enghien ist eine Familie des Adels der Grafschaften Flandern und Hennegau. Sie tritt erstmals Ende des 11. Jahrhunderts als Herren von Enghien (Belgien) auf. Ende des 13. Jahrhunderts werden durch Ehen die Burggrafschaft Mons und die Burggrafschaft Gent erworben, 1345 die Grafschaft Brienne in der Champagne, die Grafschaften Conversano und Lecce in Italien, sowie damit verbunden die Anwartschaft auf das Herzogtum Athen und die Herrschaft Argos und Nauplia in Griechenland. Die zeitweise weit verzweigte Familie starb 1487 aus.
Darüber hinaus sind zwei Frauen der Familie bemerkenswert:
- Marie d’Enghien, die Mätresse von Louis de Valois, duc d’Orléans († 1407); beide sind die Eltern von Jean de Dunois, dem Waffengefährten Jeanne d’Arcs
- Marie d‘Enghien, Contessa di Lecce, † 1446, durch ihre Ehe mit Ladislaus von Anjou Königin von Neapel, Sizilien und Ungarn

## Stammliste (Auszug)

### Die ersten Generationen
1. Englebert I., Sire d’Enghien, 1092 „vir nobilis“
  1. Englebert II.
    1. Goswin I., Seigneur d’Enghien 1122/88
    2. Huwes I., 1130 bezeugt, † nach 1190
      1. Goswin II., 1154 bezeugt
      2. Englebert III., 1191/1200 bezeugt
        1. Huwes II., 1173 bezeugt
        2. Englebert IV., 1205/42 bezeugt
          1. Sohier II., Herr von Zottegem 1217/56 – Nachkommen siehe unten
          2. Englebert V., 1255/67 bezeugt, Châtelain de Mons, Seigneur d‘ Havré – Nachkommen siehe unten
          3. Jacquemin, 1218/68 bezeugt, Seigneur de Silly
            1. Wautier, Seigneur de Bassilly et de Wauthier-Braine, de Galmaarden et de Seneffe
              1. Goswin, Seigneur de Thiausies

            2. Sohier d’Enghien, genannt de Braine, † 1311, Seigneur de Galmaarden, de Bassilly et d’Acren
              1. Gilles, 1300 bezeugt
                1.  ? Marie, 1357/70 bezeugt, Erbin von Bassilly, Wiège und Deux-Acren; ⚭ Jacques de Rumigny, Seigneur de Fagnolle, † vor 1357

      3. Sohier I., 1155/67 bezeugt, † um 1170

### Die Grafen von Brienne
1. Sohier II., Herr von Zottegem 1217/56 – Vorfahren siehe oben
  1. Jean, † 1281, 1267 Bischof von Tournai, 1274 Bischof von Lüttich
  2. Wautier I., † 1271
    1. Wautier II. d’Enghien, † 1310; ⚭ Jolande von Flandern, † 1313, Tochter von Robert de Béthune Graf von Flandern (Haus Dampierre)
      1. Marie, † nach 1378, ⚭ I Robert V., Graf von Dreux, † 1329 (Haus Frankreich-Dreux); ⚭ II Robert II. Graf von Roucy (Haus Pierrepont)
      2. Wautier III., † 1345, Seigneur d’Enghien, de Tubize, de Lembeek etc.; ⚭ Isabella von Brienne, † 1360, Titularherzogin von Athen, zu Ramerupt, Tochter von Walter V., Graf von Brienne, Graf von Lecce, Herzog von Athen, Connétable von Frankreich (Haus Brienne) und Jeanne de Châtillon (Haus Châtillon)
        1. Sohier II., † 1364, Graf von Brienne, Graf von Conversano, 1356 Herzog von Athen, Seigneur de Ramerupt etc
          1. Wautier IV. d’Enghien, X 1381, Graf von Brienne und Conversano

        2. Jean, † 1380, Conte di Castro
          1. Pierre, † 1384, Conte di Lecce è di Castro; ⚭ Margarete von Luxemburg, Tochter von Guy, Graf von Ligny (Haus Luxemburg-Ligny)
          2. Marie, † 1446, Contessa di Lecce; ⚭ I Raimondo Orsini del Balzo Principe di Tarento, † 1406, Herzog von Andria; ⚭ II Ladislaus, 1386 König von Neapel, 1390 König von Sizilien, 1408 König von Ungarn, † 1414 (Haus Anjou)

        3. Louis, † 1394, 1356 Conte di Conversano, Comte de Brienne, 1381 Titularherzog von Athen, Seigneur d’Enghien; ⚭ Giovanna di Sanseverino, Tochter von Antonio, Conte di Marsico (Haus Sanseverino)
          1. Marguerite, Contessa di Conversano, Comtesse de Brienne, Erbin von Enghien etc.; ⚭ I Pierre des Baux; ⚭ II Jacopo di Sanseverino (Haus Sanseverino); ⚭ III Jean de Luxembourg, Seigneur de Beaurevoir et de Richebourg, † 1397 (Haus Luxemburg-Ligny)
          2. Yolande, Comtesse de Brienne; ⚭ Philipp von Bar, † 1404 (Haus Scarponnois)

        4. Guy, † 1377, Herr zu Argos und Nauplia, Adrianopel und Kiverion (Zypern)
          1. Marie, † nach 1393, Erbin von Argos, Nauplia und Kiverion; ⚭ I Pietro Cornaro; ⚭ II Pasquale Zano, beides venezianische Patrizier

        5. Englebert I., † 1403, Seigneur de Ramerupt etc.
          1. Englebert II., † um 1463, Seigneur de Ramerupt, de Morialmé etc.
            1. Louis, † 1487, Seigneur de Ramerupt etc.
            2. Englebert, 1418/60 bezeugt, Baron de Haverskerque
            3. Jeanne, Erbin von Ramerupt etc.; ⚭ Reinald d‘Argenteau, Seigneur de Houffalize, † 1456/57
            4. Marie; ⚭ Jean de Chalon, Seigneur de Viteaux, † 1454 (Haus Chalon)

  3. Gerhard I. (IV.) d’Enghien, genannt von Zottegem, Herr zu Zottegem
    1. Gerhard II. (V.) von Zotteghem, † vor 1319, Herr zu Zottegem und Vianen, Burggraf von Gent
      1. Marie, † 1318, Burggräfin von Gent; ⚭ I Hugues V. d‘Antoing, Seigneur d‘Épinoy; ⚭ II Guido von Flandern, Seigneur de Richebourg, † 1345 (Haus Dampierre)
      2. Hugo I. von Zottegem, † 1320, Burggraf von Gent
        1. Hugo II. von Zottegem, Burggraf von Gent

  4. Arnould I., † vor 1295, Seigneur de Préaux, de Blaton, d‘Escaudœuvres etc
    1. Arnould II. d’Enghien, † 1315, Seigneur de Préaux etc.
      1. Arnould III. d’Enghien, Seigneur de Préaux etc.

  5. Marie; zu Thieusies; ⚭ I Jean Graf von Brienne; ⚭ II Hugo IV. Graf von Rethel

### Die Burggrafen von Mons
1. Englebert V., 1255/67 bezeugt, Châtelain de Mons, Seigneur d’Havré – Vorfahren siehe oben
  1. Sohier, 1290/1311 Chatelain de Mons, Seigneur d‘Havré, de Lens etc.
    1. Gérard I., † 1361, 1339/45 Châtelain de Mons, Seigneur d’Havré, de Bever etc.; ⚭ Marie de Rumigny, zu Fagnolle, † 1333, Erbtochter von Jacques
      1. Gérard II., † nach 1385, Châtelain de Mons, Seigneur d’Havré, de Bever, de Fagnolle, de Ghlin etc.
        1. Gérard III., † 1423/27, Châtelain de Mons, Seigneur d’Havré etc.
          1. Gérard IV., † 1420, Seigneur de Warfusée, de Seraing, de Presles, de Walhain etc.

        2. Jacques, † 1427, Châtelain de Mons, Seigneur d’Havré, de Ghlin, de Fagnolle, de Braine-l’Alleud etc.; ⚭ I Jacqueline de Saint-Aubert; ⚭ II Marie de Roucy, † 1416, Tochter von Graf Simon (Haus Pierrepont) und Marie de Châtillon (Haus Châtillon)
          1. (II) Marie, Erbin von Fagnolle, Wiège etc.; ⚭ Aubert Le Flamenc, 1395 bezeugt (Haus Le Flamenc) – Marie (Yolande) d’Enghien war die Mätresse von Louis de Valois, duc d’Orléans, beide sind die Eltern von Jean de Dunois, dem Waffengefährten Jeanne d’Arcs (Haus Valois-Orléans)
          2. (II) Marguerite, † 1444, zu Braine-l’Alleud etc.; ⚭ I Gottfried von Sombreffe, † 1406; ⚭ II Heinrich I. von Witthem, † 1444
          3. (II) Isabeau, zu Préaux, Hussignies etc.; ⚭ I Arnould IV. de La Hamaide, † 1426; ⚭ II Jacques de Bourbon, X 1429 (Haus Bourbon-Préaux)

      2. Jeanne, † 1425, 1407 Châtelaine de Mons; ⚭ I Jacques II. de Werchin (Haus Barbançon), ⚭ II Colart d’Auxy; ⚭ III Jacques d’Harcourt, Graf von Montgommery, Graf von Tancarville, † 1405, (Haus Harcourt)

    2. Sohier, 1345 Seigneur de Lens